# Kẽm hydroxide
Kẽm hydroxide là một hydroxide lưỡng tính. Công thức hóa học của nó là Zn(OH)2. Hợp chất màu trắng này rất ít tan trong nước.

## Tính chất
- Phản ứng với Acid để tạo ra muối kẽm:

Zn(OH)2 + 2HCl → ZnCl2 + 2H2O
Zn(OH)2 + H2SO4 → ZnSO4 + 2H2O
- Hòa tan trong kiềm đặc và trong amonia tạo sản phẩm không màu:

Zn(OH)2 + 2NaOH → Na2ZnO2 + 2H2O
Zn(OH)2 + 4NH3 → [Zn(NH3)4](OH)2
- Nhiệt phân: Zn(OH)2 → ZnO + H2O
- Zn(OH)2 còn tác dụng với các Acid hữu cơ như: Acid acetic, acid valeric,...

## Sự phổ biến
Kẽm hydroxide được tìm thấy như là một khoáng chất hiếm. Đây không phải là quặng kẽm.

## Điều chế
Kẽm hydroxide có thể được điều chế bởi phản ứng kẽm chloride hay kẽm sulfat với natri hydroxide vừa đủ:
ZnCl2 + 2NaOH → 2NaCl + Zn(OH)2↓
ZnSO4 + 2NaOH → Na2SO4 + Zn(OH)2↓
Một thao tác pha loãng natri hydroxide được sử dụng để kẽm hydroxide không bị hòa tan.

## Sử dụng
Kẽm hydroxide được sử dụng để hút máu trong các băng y tế lớn. Những băng này được sử dụng sau khi phẫu thuật.